# Matematyka stosowana
Matematyka stosowana – gałąź matematyki zajmująca się przede wszystkim technikami i ich stosowaniem w innych dziedzinach. Interakcja między zastosowaniami matematyki a rozwojem  matematyki czystej powoduje, iż obszar matematyki stosowanej nie jest precyzyjnie zdefiniowany. Zalicza się do niej działania rozwijające aparat matematyczny na potrzeby innych nauk, w szczególności  medycyny, biologii, informatyki i  techniki. Można wyróżnić w niej działy takie jak:
- Analiza numeryczna
- Informatyka matematyczna, teoria obliczeń, algorytmy, teoria złożoności
- Zastosowania   rachunku prawdopodobieństwa i procesów stochastycznych
- Mechanika cząstek i układów
- Mechanika ciał deformowalnych
- Zastosowania matematyki w mechanice płynów
- Zastosowania matematyki w optyce i elektromagnetyzmie
- Zastosowania matematyki w termodynamice klasycznej
- Mechanika kwantowa
- Mechanika statystyczna, budowa materii
- Teoria względności
- Zastosowania matematyki w astronomii i astrofizyce
- Zastosowania matematyki w geofizyce
- Badania operacyjne, programowanie matematyczne
- Teoria gier, ekonomia, nauki społeczne
- Biomatematyka i matematyka w innych naukach przyrodniczych
- Teoria systemów, teoria sterowania
- Teoria informacji, teoria sygnałów, korekcja błędów, teoria obwodów, zbiory rozmyte
- Edukacja matematyczna
- Geometria wykreślna
- Rachunek wyrównawczy
- Topologiczna analiza danych